# やきそばできました。
やきそばできました。とは、日清食品が2003年3月10日から北海道限定で販売していたカップ焼きそば。メーカーではやきできと略している。

## 概要
日本におけるカップ焼きそば市場は、日清食品の「日清焼そばU.F.O.」が大きなシェアを獲得しているが、北海道のやきそば弁当と東北の焼そばバゴォーンと東洋水産のカップ焼きそばへの支持が高く、シェアを奪われている状況が続いている。
日清食品も対抗目的で「やきそばできました。」が発売される前に「日清焼きそばUFO」に北海道・東北限定で「中華スープの元」を付けて発売していた事があったが、さらに対抗できる新商品を誕生させるべく、同社北海道支店が北海道民の味覚を徹底調査し、カップラーメンの主力ユーザー層となる北海道在住の学生・若者と連携して開発を行い、「やきそば弁当」同様の中華スープを付けて、北海道限定品「やきそばできました。」として発売された。発売開始前にはさっぽろ雪まつりで大々的にサンプリング配布を行うなど積極的なプロモーションを展開した。
発売当初の製品がやきそば弁当と異なっていた点は「バリエーションが一般的な普通サイズのみ」「メインのかやく（具材）がチキンメンチ風乾燥成型肉のやきそば弁当に対抗してフリーズドライ豚肉を使用」「ソースがあっさり目に作られている」点であった。2005年4月4日の商品リニューアルでソースが「焦がし旨ソース」に、中華スープはわかめ入りに変わった。2007年5月の商品リニューアルでソースは「コク旨ソース」に変わった。
2009年3月をもって一時的に販売終了し、同年4月20日より「『北海道の新定番!』をお手ごろな価格で!」という新しいコンセプトの元、「価格をオープンプライスに」、「スープを省略」、「具材がキャベツのみ」、「麺の質量を100gから90gに減少」と仕様変更が行われ、リニューアル発売された。
2010年3月、本製品に加えて新たな北海道限定カップ焼きそばとして「日清北の焼そば」を発売。当初は同ブランドと並行して販売されていたが最終的には「北の焼きそば」のみの販売となった。

## かつてのバリエーション
ソース味の他に、レギュラー商品・期間限定商品として各種発売されていた。スープは付かない。
- ジンギスカン風味 - 2006年10月3日発売。羊肉が入っている。
- 海鮮うましお味 - 2006年2月20日発売。ホタテだしの旨みを活かした塩味。
- オニオンバター醤油味 - 2006年10月16日発売。北海道産のオニオンをバター醤油で炒めた風味。
- ネギ塩 - 2007年5月7日発売。ネギの風味とピリッとした辛さにごま油の風味が活きたネギ塩ソース。
- だし醤油味 - 2008年10月14日発売。だし醤油とかつお削り節を使用。

## コマーシャル出演者
- 道内の大学生（試食後のコメントを流していた）
- 華原朋美

日清焼きそばのCMにも2005年から出演していた。
- 安田顕、森崎博之、音尾琢真(TEAM NACS)
  - 森崎をメインに据えたバージョンはレゲエで、焦がしうまソースをアピールしている。
  - 音尾をメインに据えたバージョンは北海道民謡「ソーラン節」の替え歌でおなじく焦がしうまソースを歌っている。
  - 安田をメインに据えたバージョンはムード歌謡風であり「好きですサッポロ」の歌で「好きですやきでき、好きですアレよりも」と歌わせるなど「やきそば弁当」を強く意識したものとなっている。
- 及川光博（2007年5月から登場）